# Не відпускай мою руку
«Не відпуска́й мою́ руку» (тур. Elimi Bırakma) — турецький серіал, адаптація корейської Дорами "Чудова спадщина".

## Сюжет
Азра — дочка відомого турецького шашличника. Дженк — хлопець із забезпеченої сім'ї, яка володіє харчової фабрикою. Вони приїжджають з США до Туреччини і знайомляться в аеропорту, коли їх валізи плутають.
Азра і Дженк — діти з багатих турецьких сімей, пов'язаних з ресторанним бізнесом. Батьки вирішили дати їм кращу освіту і відправили на навчання до Америки. Молоді люди поступили в один університет, живуть поруч, але до сих пір не знайомі. Азра пізнає кулінарну справу, мріє бути кондитером і відкрити свій заклад, як батько. Дженк хоче стати спадкоємцем імперії своїх батьків і займатися бізнесом.
Зустріч героїв відбувається несподівано. На канікули вони незалежно один від одного повертаються з навчання в рідній Стамбул до сімей. Спочатку між Азрой і Дженком відбувається сварка в літаку, а в аеропорту виявляється, що їх багаж переплутали. Після цього знайомства вони могли більше й не бачитися, якби не бабуся Дженка, яка побачила, що зароджується кохання.

## У ролях
| Актор             | Характер          | Розділи |
| ----------------- | ----------------- | ------- |
| Аліна Боз         | Азра              | 1-59    |
| Альп Навруз       | Дженк             | 1-59    |
| Долунай Сойсерт   | Сумру Гюнеш       | 1-59    |
| Серай Гезлер      | Феріде Елен       | 1-59    |
| Ебру Айкач        | Серап Елен        | 1-59    |
| Емре Бей          | Арда Селен        | 1-59    |
| Сіла Саде         | Танем Яман        | 44-59   |
| Емре Булут        | Ерсой             | 44-59   |
| Хазал Шенель      | Далінда           | 46-59   |
| Бузе Мерал        | Дамла Яман        | 44-57   |
| Ніхат Алтінкая    | Баріс Яман        | 44-56   |
| Гокче Янардаг     | Хюля Акгюн        | 1-56    |
| Пінар Тере        | Фатма             | 3-53    |
| Ігіт Каган Яцизи  | Мерт Гюнес        | 1-44    |
| Джемре Байзель    | Меліс Селен       | 1-43    |
| Ертугрул Постоглу | Месут Акгун       | 1-43    |
| Бурак Тамдоган    | Азмі Єлькенці     | 1-43    |
| Джемре Гюмелі     | Кансу Кара / Явуз | 1-42    |
| Каган Улука       | Бурхан Явуз       | 13-42   |
| Кенан Аджар       | Кадир Каран       | 13-42   |
| Іпек Язиджі       | Джейда            | 2-26    |
| Батухан Екші      | Тарік Єлькенці    | 1-17    |
| Суна Санджактар   |                   | 2-16    |
| Емре Озан         | Ефкан             | 2-14    |

## Графік випуску
| Сезон   | День та час обстеження  | Старт сезону        | Фінал сезону              | Кількість знятих епізодів | Діапазон секцій | Сезон телебачення | Телеканал |
| ------- | ----------------------- | ------------------- | ------------------------- | ------------------------- | --------------- | ----------------- | --------- |
| 1 сезон | Неділя 20.00            | 22 липня 2018 року  | 2 червня 2019 року        | 43                        | 1-43            | 2018-2019         | TRT 1     |
| 2 сезон | Неділя / вівторок 20.00 | 8 вересня 2019 року | 24 грудня 2019 р. (Фінал) | 16                        | 44-59           | 2019 рік          | TRT 1     |

## Українське багатоголосе закадрове озвучення
Українською мовою серіал озвучено телекомпанією «Інтер» у 2020 році. Ролі озвучували: Олександр Завальський, Дмитро Рассказов-Тварковський, Тетяна Зіновенко, Анастасія Жарнікова-Зіновенко, Марина Клодніцька і Тетяна Руда.